# 2024-25 SV.LEAGUE
2024-25 大同生命SV.LEAGUE（だいどうせいめい・エスブイリーグ）は、2024-2025年に開催される日本のバレーボールリーグである。本頁では、2部ディビジョン相当に当たる2024-25 V.LEAGUEを含めた総論を掲載し、各ディビジョン・性別毎の概要はそれぞれのページにて詳述する。

## 概要
2024-25シーズンまでのV.LEAGUEを「V.LEAGUE REBORN」の一環としてリーグ編成を一新し、1部をSVリーグ、2部をVリーグとして最初のシーズンとなる。
SVリーグにはSVライセンスを取得したクラブのうち男子10チーム、女子14チームが参加する。
新生SVリーグの開幕に際して、他のホーム開幕戦に先立ってリーグ主管のオープニングマッチを開催することになり、先に10月11日に男子のサンバーズ大阪対大阪ブルテオン戦を東京体育館でのナイトゲーム、女子はあくる12日にレッドロケッツ川崎対埼玉上尾メディックス戦を川崎市とどろきアリーナでそれぞれ行うと発表した。